# Petronius-veld
Petronius is een aardolieveld in de Golf van Mexico in het Amerikaanse deel, zo'n 210 kilometer ten zuidoosten van New Orleans. Texaco boorde in augustus 1995 met de Arethusa Lexington olie aan in blok Viosca Knoll 786. Het veld is genoemd naar de Romeinse schrijver Petronius. Het Petronius-platform is 610 meter hoog en is de een na hoogste vrijstaande constructie ter wereld, hoewel deze slechts 75 meter boven het wateroppervlak uitsteekt. Alleen de Burj Dubai is met zijn 818 meter hoger dan het Petronius-platform.

## Bouw
Met de bouw door J. Ray McDermott werd in 1997 begonnen. Het budget voor het platform was $200 miljoen, terwijl de totale kosten rond de $500 miljoen lagen. 
Het onderstel van het platform is een compliant tower, letterlijk een buigzame toren. Deze werd in onderdelen gebouwd, waarna de onderste basistoren op 9 november 1998 tewater werd gelaten (gelanceerd) vanaf de Intermac 650. Nadat deze op de eerder geplaatste fundatie was gezet, werd de boventoren door de McDermott DB 50 op de basistoren gezet.
De 4000 ton wegende Noord-module werd daarna in november 1998 op de toren geplaatst door de McDermott DB 50. De iets lichtere Zuid-module zou in december van dat jaar worden geïnstalleerd, maar deze ging tijdens de hijs door de McDermott DB 50 verloren en ligt nu op de zeebodem. Er werd een vervangende module gebouwd die in mei 2000 door de Saipem 7000 werd geïnstalleerd. De dekken zijn 64 meter bij 43 meter en 18,3 meter hoog. Ze herbergen 21 sleuven voor de boorputten en wegen 43.000 ton.